# 金巴夫

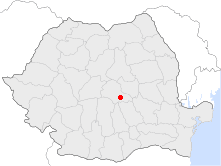

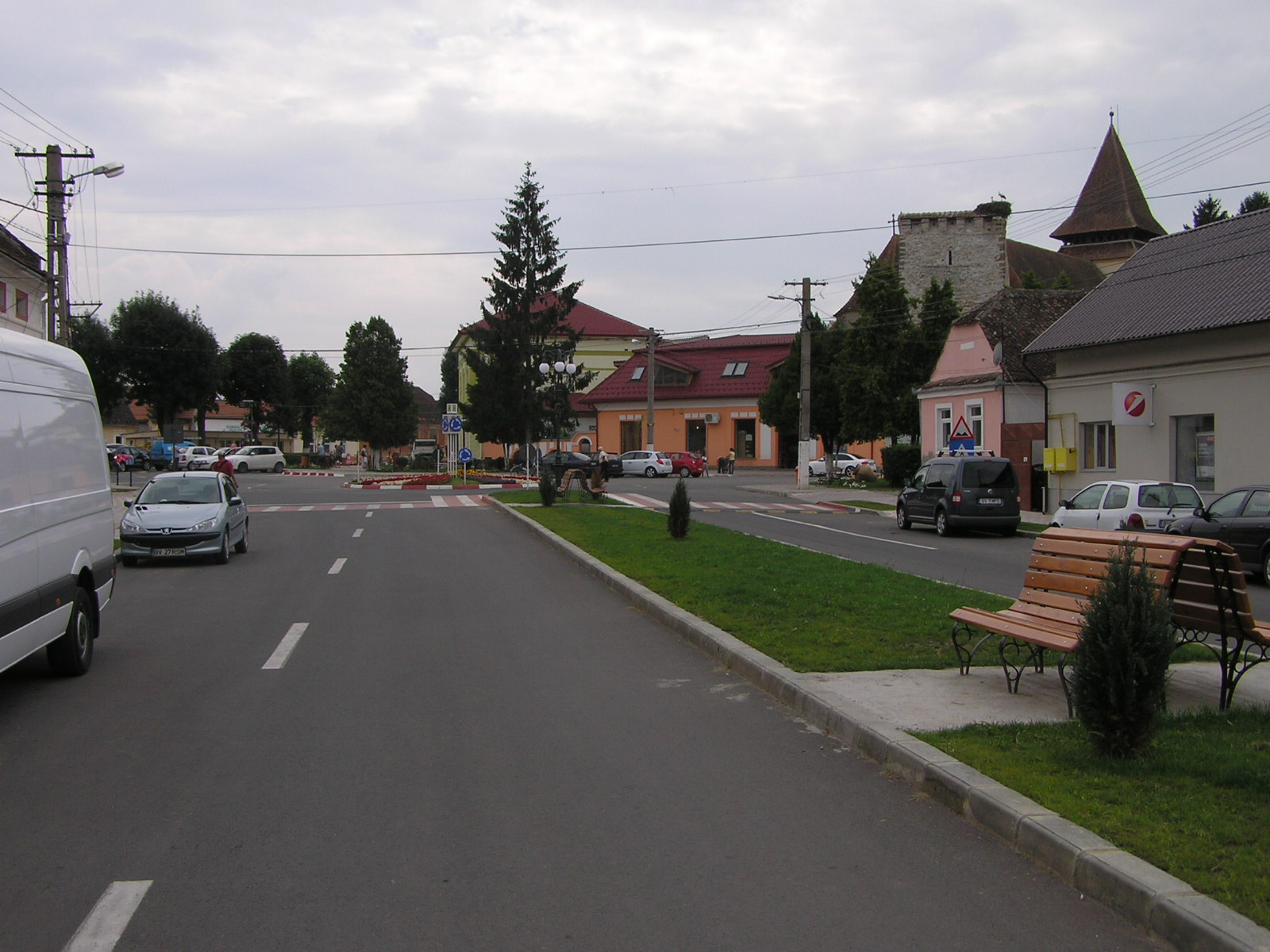

金巴夫是羅馬尼亞的城鎮，位於該國中部，距離首府布拉索夫8公里，由布拉索夫縣負責管轄，面積28.08平方公里，面積6.57平方公里，海拔高度559米，2007年人口5,357，大多數居民信奉東正教。